# Saunasaari (ö i Södra Savolax, Nyslott, lat 61,75, long 28,33)
Saunasaari är en ö i Finland. Den ligger i sjön Pihlajavesi och i kommunen Sulkava i den ekonomiska regionen  Nyslotts ekonomiska region  och landskapet Södra Savolax, i den södra delen av landet, 250 km nordost om huvudstaden Helsingfors. Öns area är 2,3 hektar och dess största längd är 210 meter i öst-västlig riktning.